# Gerda van der Kade-Koudijs

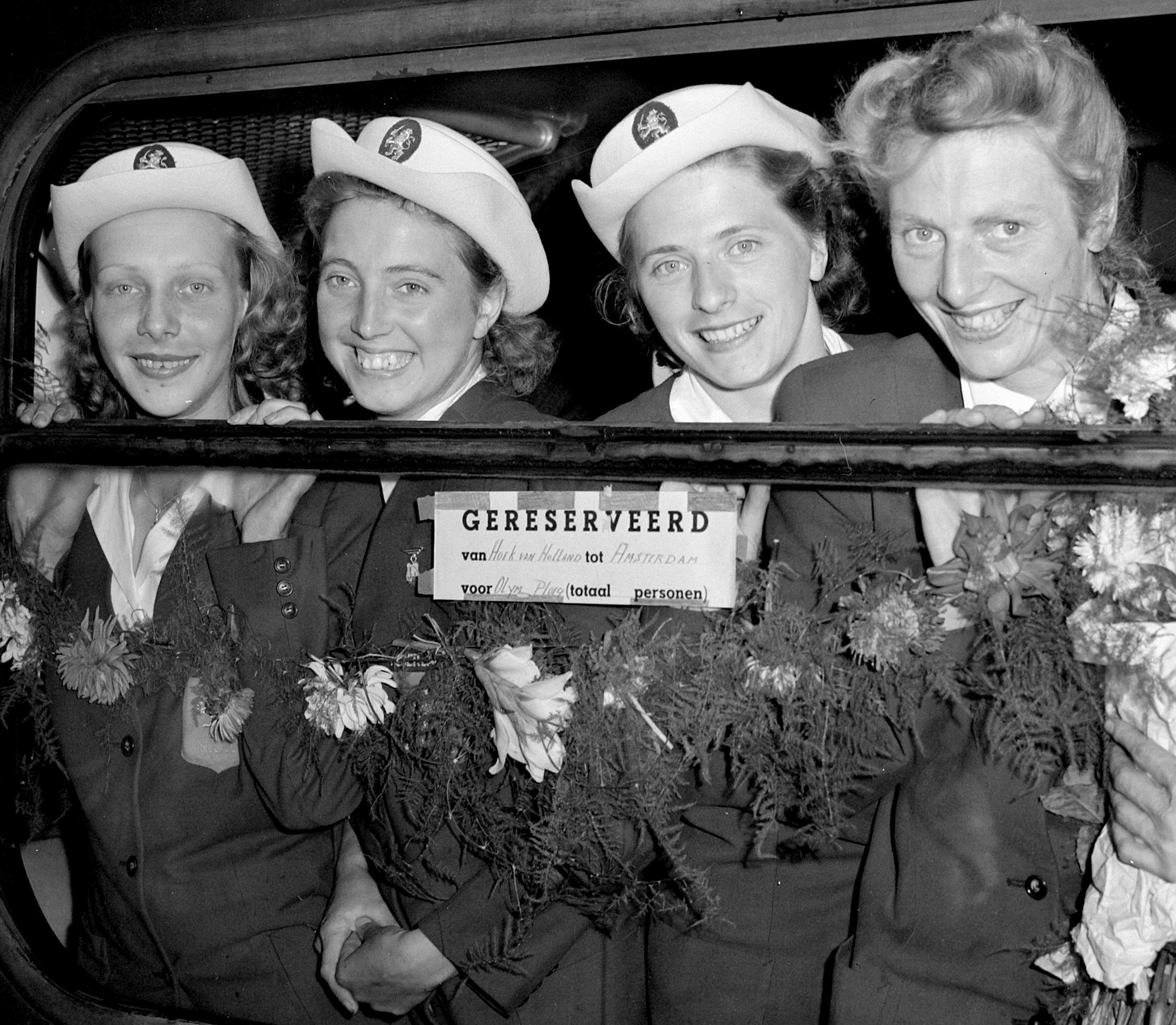
Die niederländische Sprintstaffel 1948 (van der Kade-Koudijs ist die Zweite von rechts)

Gerda Johanna Marie van der Kade-Koudijs (* 29. Oktober 1923 in Rotterdam; † 19. März 2015 in Almelo) war eine niederländische Leichtathletin.
Bei den ersten Europameisterschaften nach Kriegsende, die 1946 in Oslo stattfand, wurde van der Kade-Koudijs Europameisterin im Weitsprung. Mit der niederländischen 4-mal-100-Meter-Staffel gewann sie ihren zweiten Europameistertitel.
Ihren größten sportlichen Erfolg feierte sie bei den Olympischen Spielen 1948 in London. Zusammen mit ihren Mannschaftkolleginnen Xenia Stad-de Jong, Nettie Witziers-Timmer und Fanny Blankers-Koen wurde sie in einem knappen Rennen vor Australien und Kanada Olympiasiegerin in der 4-mal-100-Meter-Staffel. Van der Kade-Koudijs trat auch im Weitsprung an und verpasste dort die Bronzemedaille um einen halben Zentimeter. Im Rennen über 80 Meter Hürden schied sie bereits im Halbfinale aus.